# Granite Falls (Caroline du Nord)
Pour les articles homonymes, voir Granite Falls.
Granite Falls est une ville américaine située dans le comté de Caldwell dans l’État de Caroline du Nord. Au recensement de 2010, sa population était de 4 722 habitants.

## Démographie
| 1890 | 1900 | 1910 | 1920  | 1930  | 1940  |
| ---- | ---- | ---- | ----- | ----- | ----- |
| 207  | 277  | 381  | 1 101 | 2 147 | 1 873 |

| 1950  | 1960  | 1970  | 1980  | 1990  | 2000  |
| ----- | ----- | ----- | ----- | ----- | ----- |
| 2 286 | 2 644 | 2 388 | 2 580 | 3 253 | 4 612 |

| 2010  | - | - | - | - | - |
| ----- | - | - | - | - | - |
| 4 722 | - | - | - | - | - |

## Traduction
- (en) Cet article est partiellement ou en totalité issu de l’article de Wikipédia en anglais intitulé « Granite Falls, North Carolina » (voir la liste des auteurs).